# Чернігів (авіабаза)
Авіабаза Чернігів (також Аеродром Півці) (ICAO: UKRC) — авіабаза в Україні, розташована в 5 км на північ від центру Чернігова (мікрорайон Півці).

## Історія
У радянські роки аеродром був військово-цивільним першого класу (придатний для прийому будь-яких літальних апаратів за будь-яких метеоумов); звідси відправляли пасажирські рейси по УРСР на літаках АН-2. На «кукурузниках» також тренувались літати курсанти ЧВВАУЛ, а військові використовували літаки Л-39. Польоти відбувались кожного дня, а раз на тиждень проводились тренування парашутистів.
Позивним аеродрому, для зв'язку із командним пунктом військ ППО, було слово «Апельсин». Тут базувались три радіолокаційні групи. Дальня група вела огляд повітряного простору в радіусі 350—400 км, ближня — від 0 до 100 км. Була також радіолокаційна система посадки. Кожна із цих радіолокаційних служб мала до 4 радіолокаційних станцій (РЛС) кругового огляду і 2-3 радіолокаційні висотоміри.
Аеродром використовувався для посадки і зльоту літаків Ан-12, Ан-26, Ан-22, Іл-76 а також Ан-124 «Руслан». Кілька разів тут сідав і такий гігант, як Ан-225 «Мрія»

#### Аеродром під час ліквідації аварії на ЧАЕС
О 4-й ранку 26 квітня 1986 року на місце аварії прибула передова команда 1-ї Гвардійської армії. Порадившись між собою і керівниками станції, військові визнали марність подальшого гасіння реактора із землі. Ухваливши рішення засипати жерло піском, з аеродрому в Півцях підняли на виконання завдання єдиний вільний на той час вертоліт 1-го навчального авіаполку ЧВВАУЛ Мі-8 з бортовим номером 20 (екіпаж: капітан А.Захаров, старший лейтенант М.Шиманський, капітан М.Плоский). На борт взяли чотирьох солдат, які вантажили мішки з піском, свинцем і кислотами на дощату платформу, підвішену до вертольота. Було здійснено, щонайменше, три вильоти до атомної станції.
27 квітня їм на допомогу до аеродрому прибули дві вертолітні ескадрильї з Кіровограда та Александрії (гелікоптери Мі-6, Мі-8МТ) у складі 32 гелікоптерів. 28 квітня з Кобрина (Білорусь) прилетіли ще дві ескадрильї Мі-26. На всі машини тут монтували платформи для піску. Новоприбулий особовий склад розквартировували безпосередньо в селі Півці.
Під час ліквідації аварії на ЧАЕС на аеродромі в Півцях проводили дезактивацію і санобробку вертолітної техніки, особового складу екіпажів, які брали участь у гасінні пожежі реактору. На пункті санітарної обробки, при аеродромі, з 27 квітня по 6 травня 1986 року цілодобово проходили обробку 50-60 вертольотів, 10-12 літаків і 350—400 членів екіпажів. Вертольоти, що прилітали з Прип'яті, тягнули за собою шлейф радіаційного пилу, який осів в околицях аеродрому (в найближчому гаї фон сягав 200 мР/г), де одразу жовтіла трава. Деякі вертольоти, вертаючись з місця пожежі, приносили в двигуні фон у 45 Р/г. І вже 30 квітня перша група працівників аеродрому і членів екіпажу з 38 осіб були відправлені у московський госпіталь, 1 травня відправили ще 23 військовослужбовців. Коли виникла загроза поширення радіаційного забруднення на село Півці і околиці Чернігова, було прийняте рішення перенести пункт санітарної обробки до аеродрому с. Малійки.
За незалежної України тут залишилась тільки тренувальна база. На аеродромі базувався 701 авіаційний навчальний полк, який використовував літаки Л-39, станом на 1992 рік.

## Закриття
Авіабаза була розформована у вересні 2004 року. На території частини залишений полк ПРО і радіолокаційну установку. У 2006 році планувалось встановлення РЛС метрового і сантиметрового діапазону, один радіовисотомір.
За 10 років забуття авіабаза була повністю розкрадена і зруйнована, на злітних смугах почали рости деревця, термінали були повністю розграбовані і напівзруйновані. «Добре хоч злітну смугу розібрати не встигли» — зауважував голова обласної ради Микола Звєрєв на огляді авіабази в 2014 році.

## Розважальні заходи на аеродромі
На аеродромі проходять різні розважальні заходи — автомобільні та авіаційні шоу. Так у 2017 році, 6 і 7 травня на аеродромі проходив Чернігів Авіафест.

## Відновлення
У зв'язку з окупацією Криму Росією, 23.05.2014 р. відбулося перебазування Феодосійського державного науково-випробувального центру Збройних Сил України до Чернігова, авіабазу готують до експлуатації. Планується експлуатація літаків АН-70.
«Замість порослої трави та до руїн зруйнованих веж у Півцях таки буде аеродром, та ще й військово-цивільний!» Про це 18 листопада 2014 р., голова обласної ради Микола Звєрєв наголосив на робочій нараді з питань відновлення експлуатаційного стану аеродрому «Півці», яку він провів спільно з командуванням Державного науково-випробувального центру Збройних сил України безпосередньо з виїздом на місце.
Проте, все, що було зроблено за рік — це ремонт полотна злітної смуги.
Станом на травень 2017 року роботи не починалися. Аеродром не обгороджений парканом, вхід до нього вільний.
Деякі об'єкти аеродрому сьогодні на правах оренди використовуються в інтересах цивільної авіації, деякі передані в управління Державному науково-дослідному інституту випробувань і сертифікації озброєння і військової техніки.
На даний момент проводяться розмови про створення на базі аеродрому цивільного аеропорту

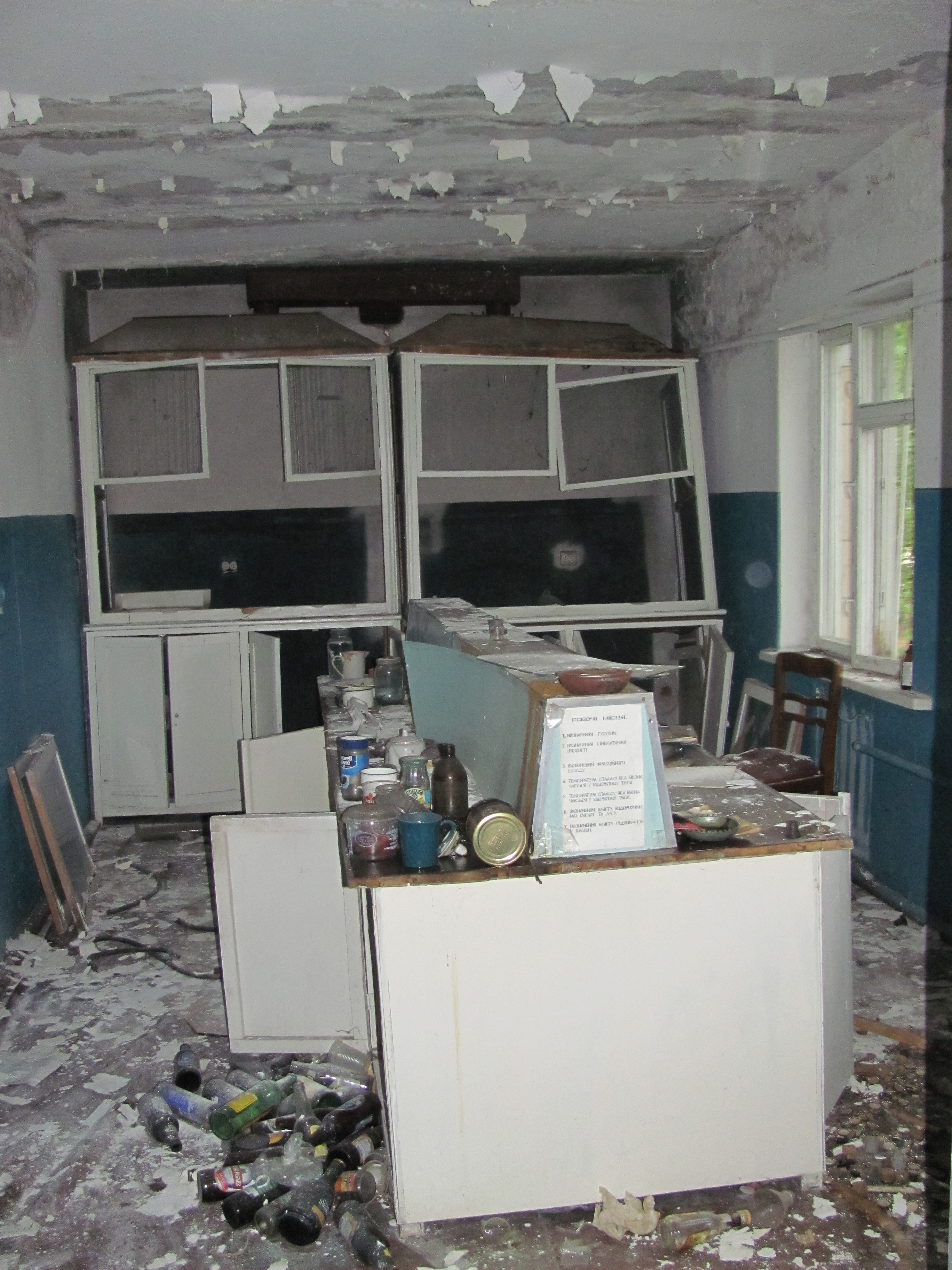
Хімлабораторія по контролю якості палива
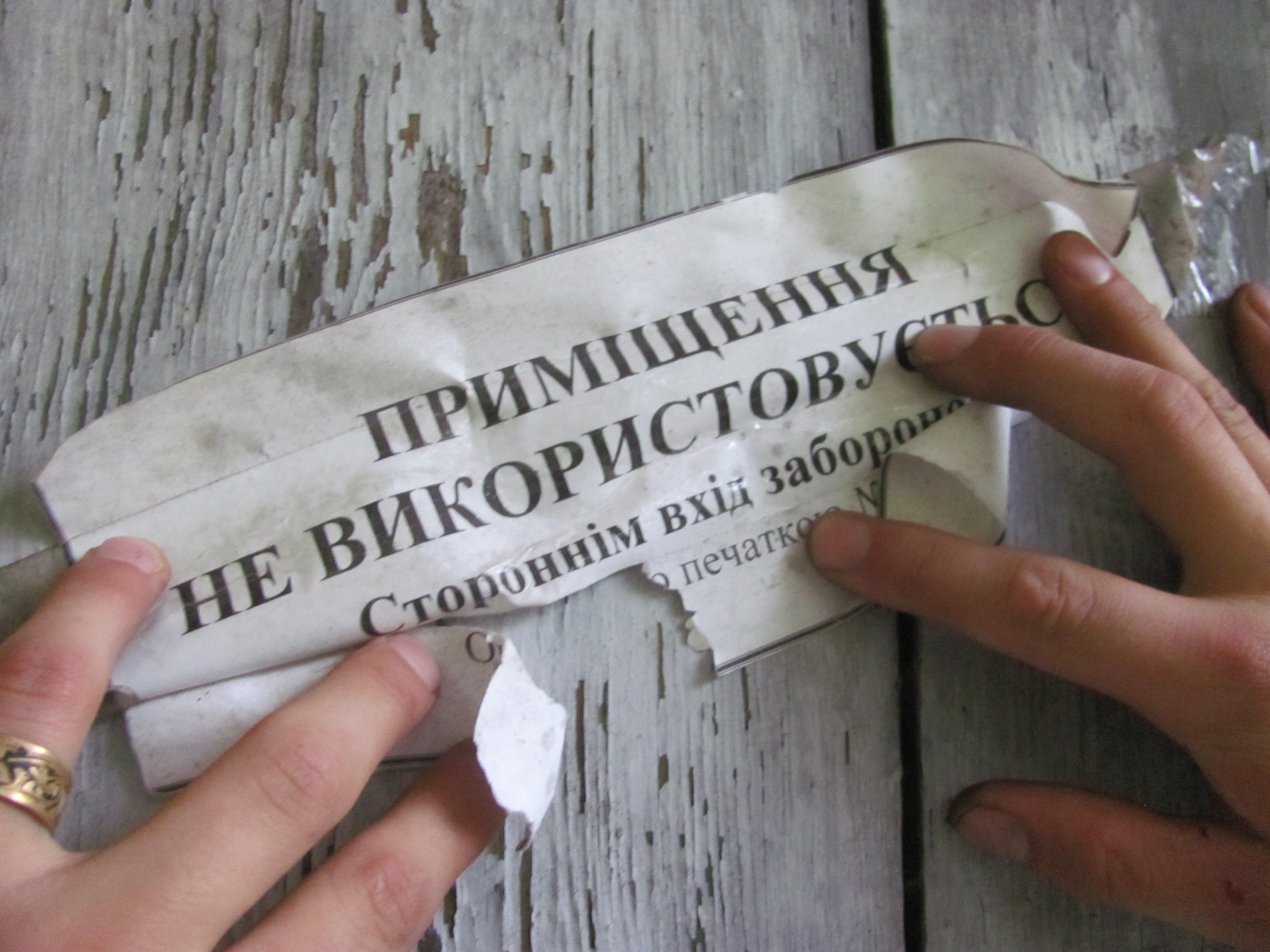
Засвідчення консервації на двері однієї з будівель
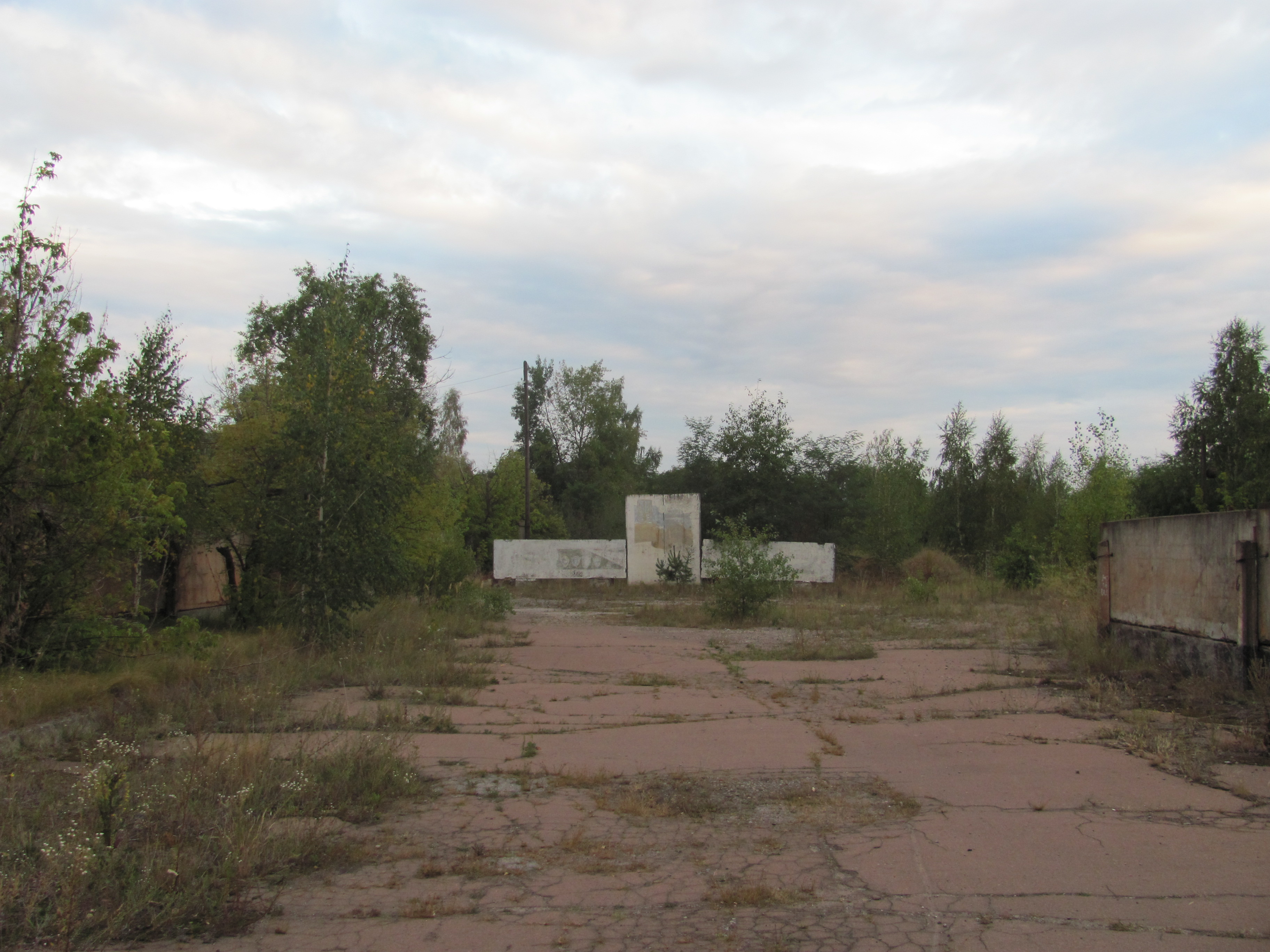
Занедбана військова частина при авіабазі
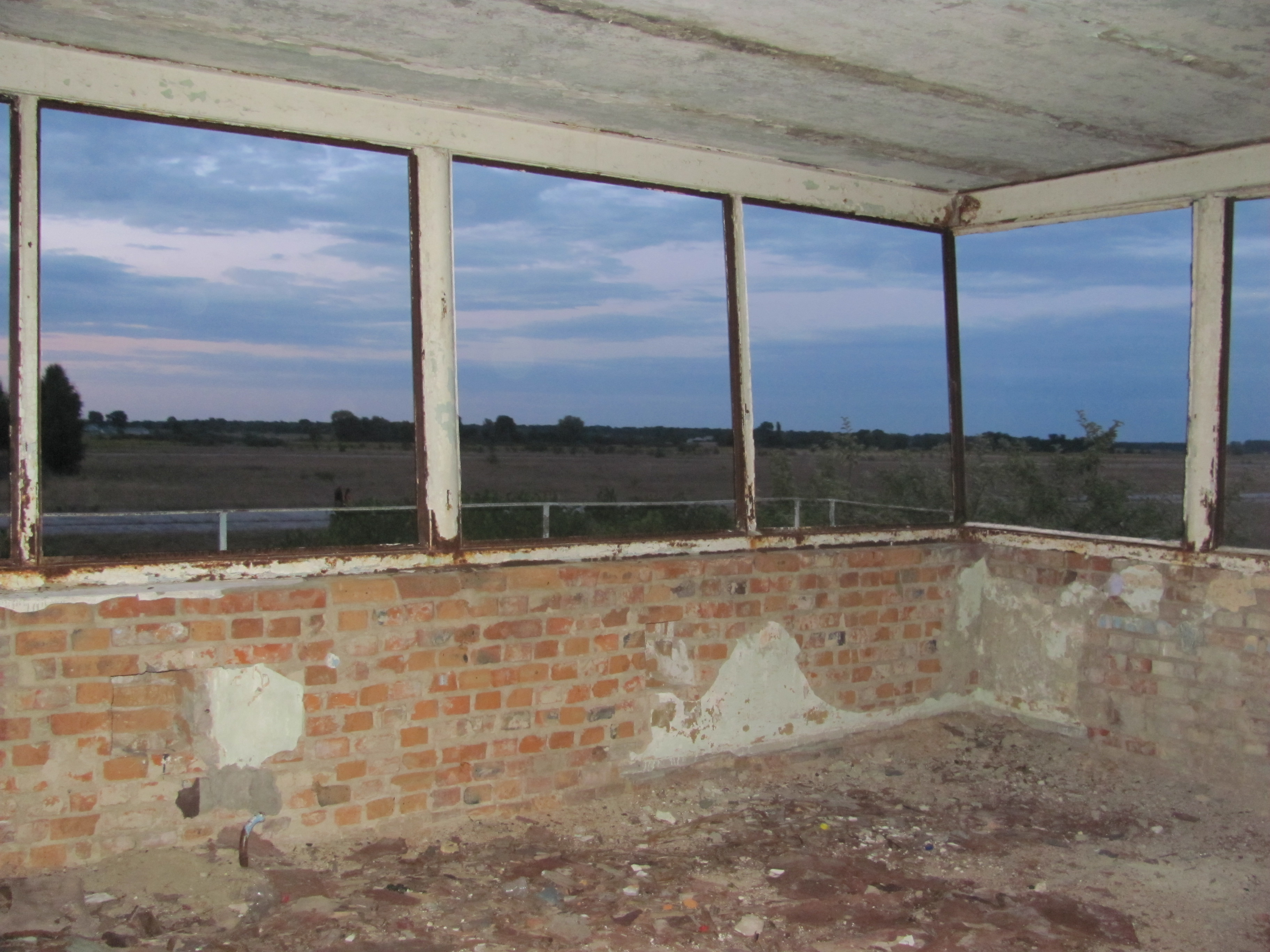
Вид на злітну смугу
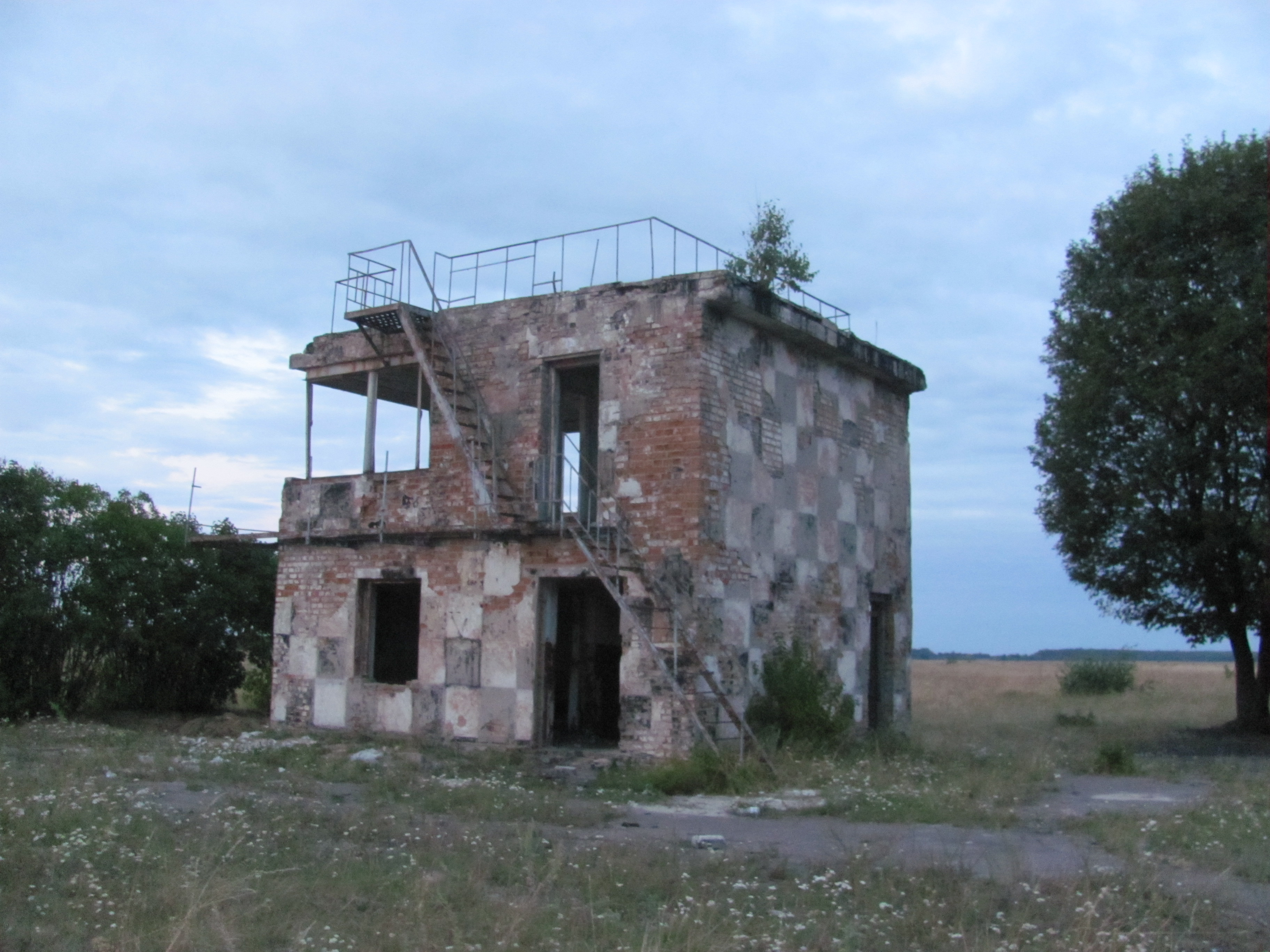
Адмінбудівля
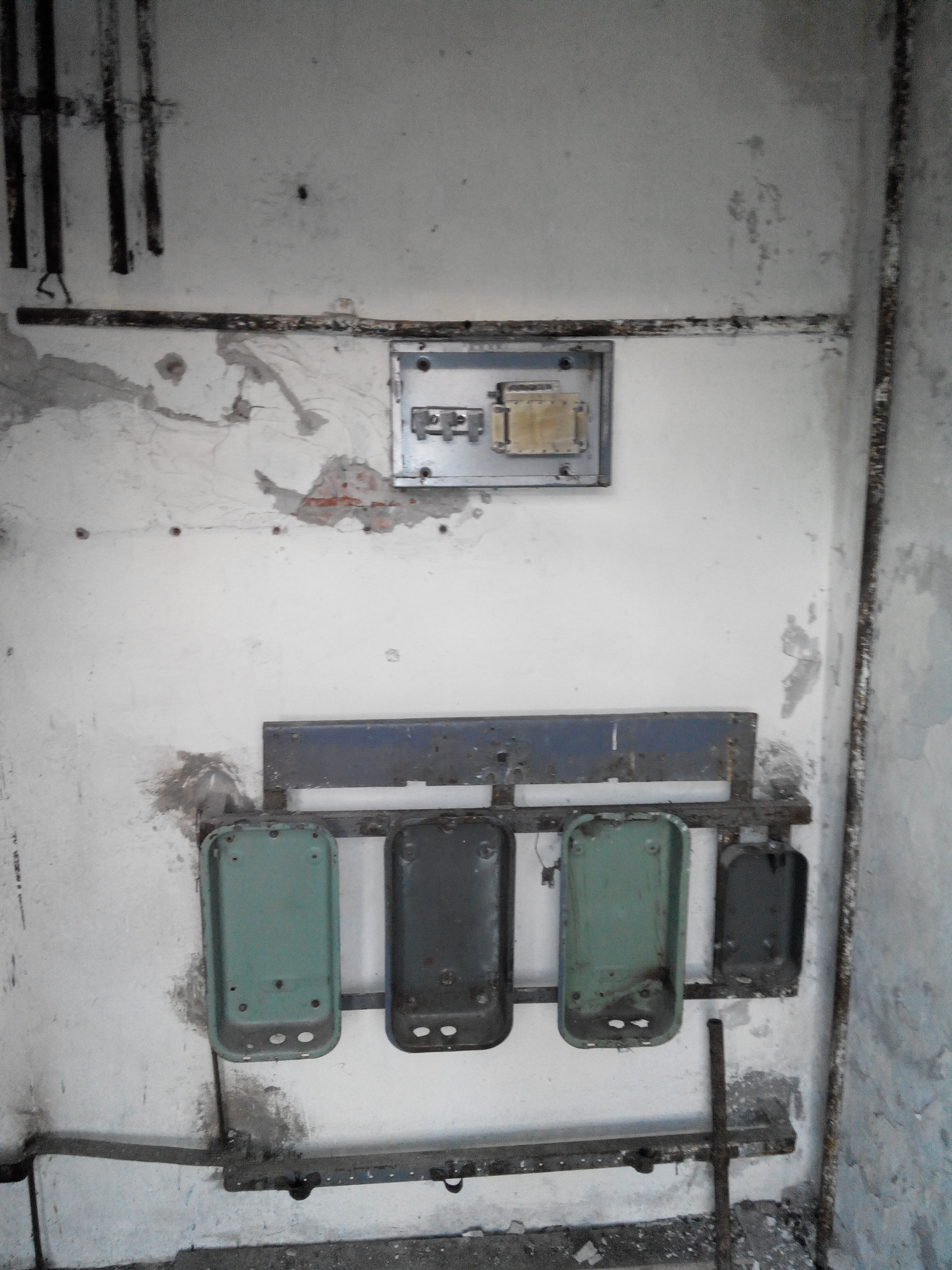
Весь кольоровий метал зрізано
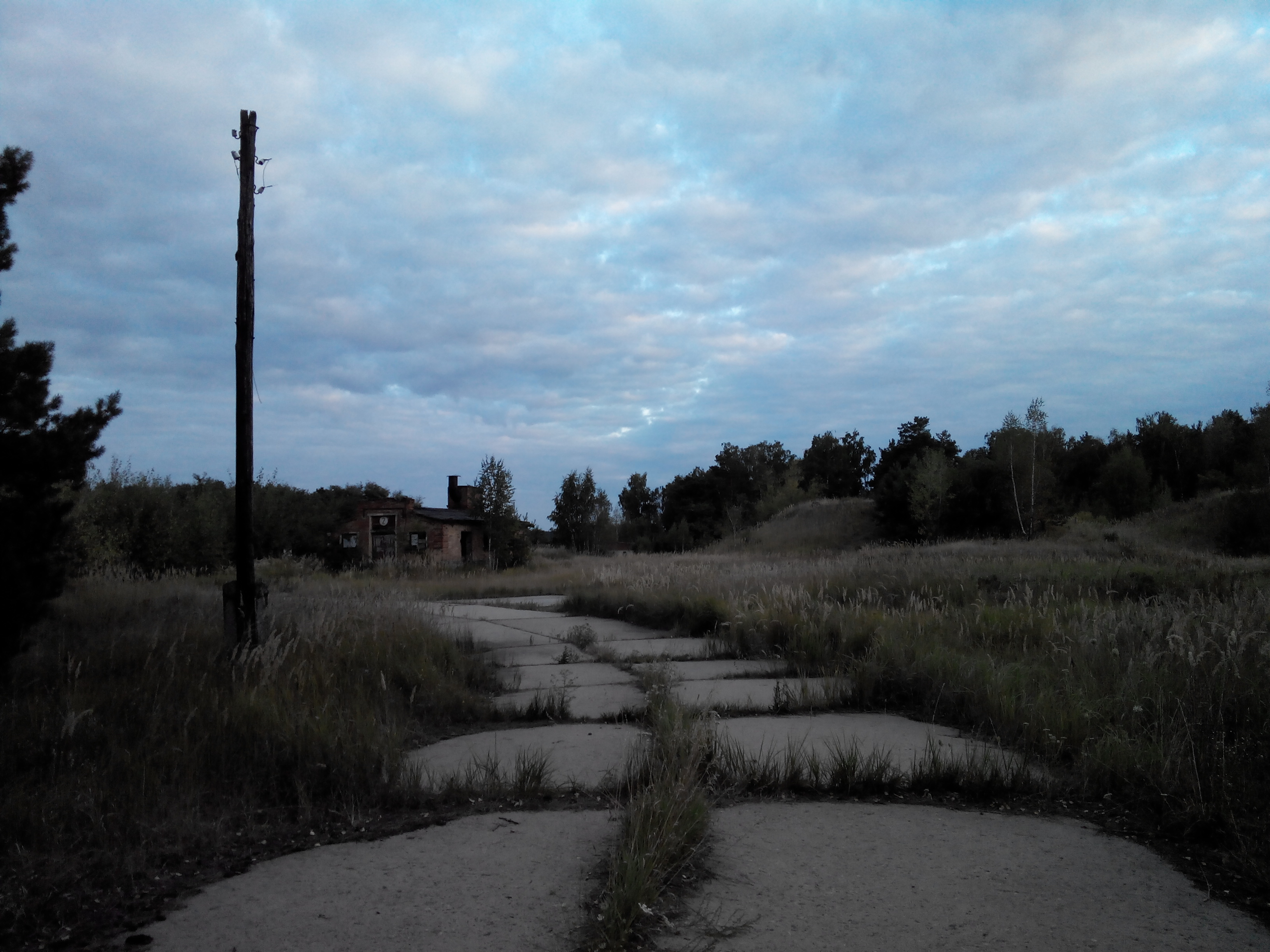
Поросло травою
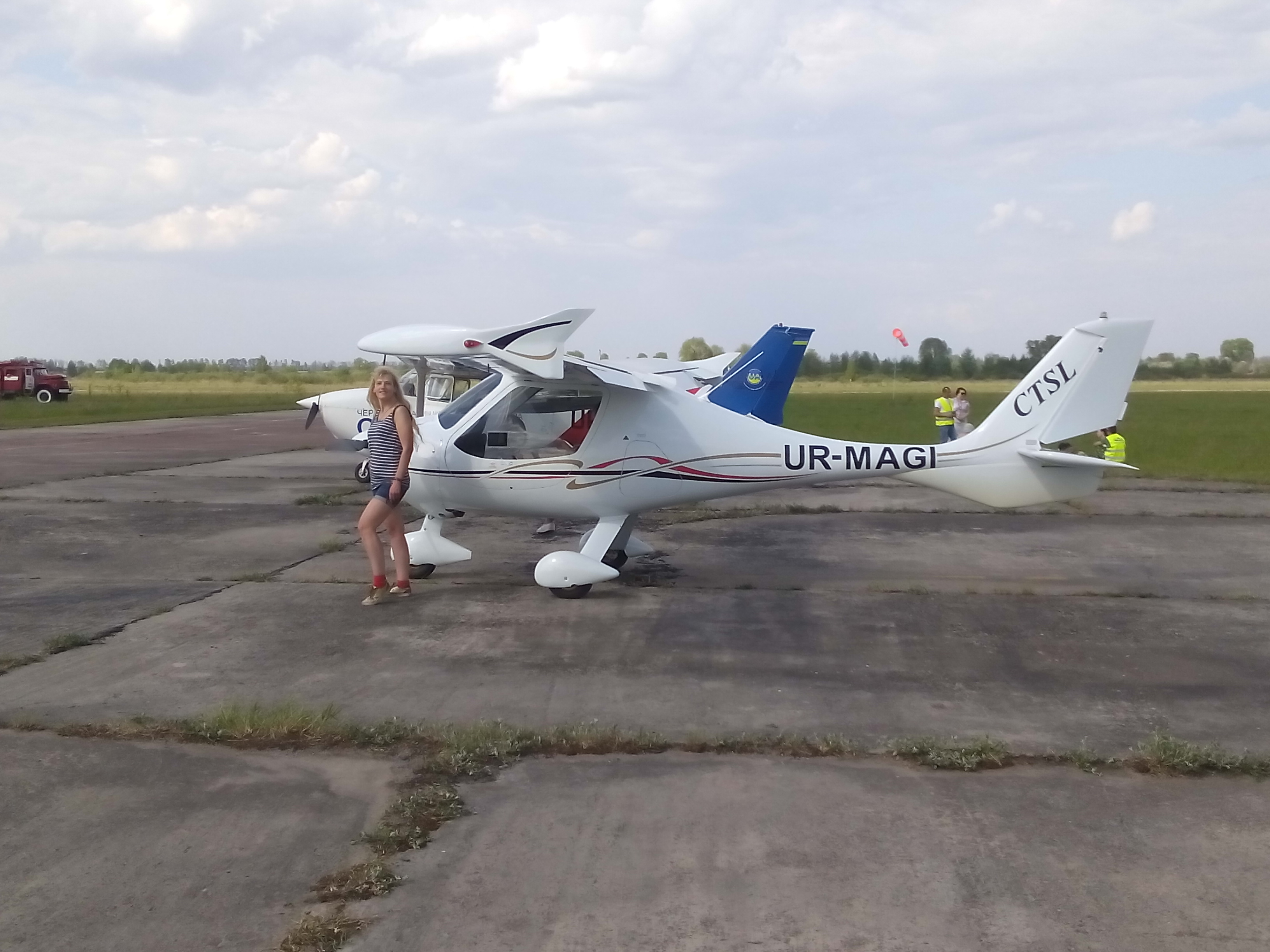
Літак CT Supraligh на аеродромі у Півцях
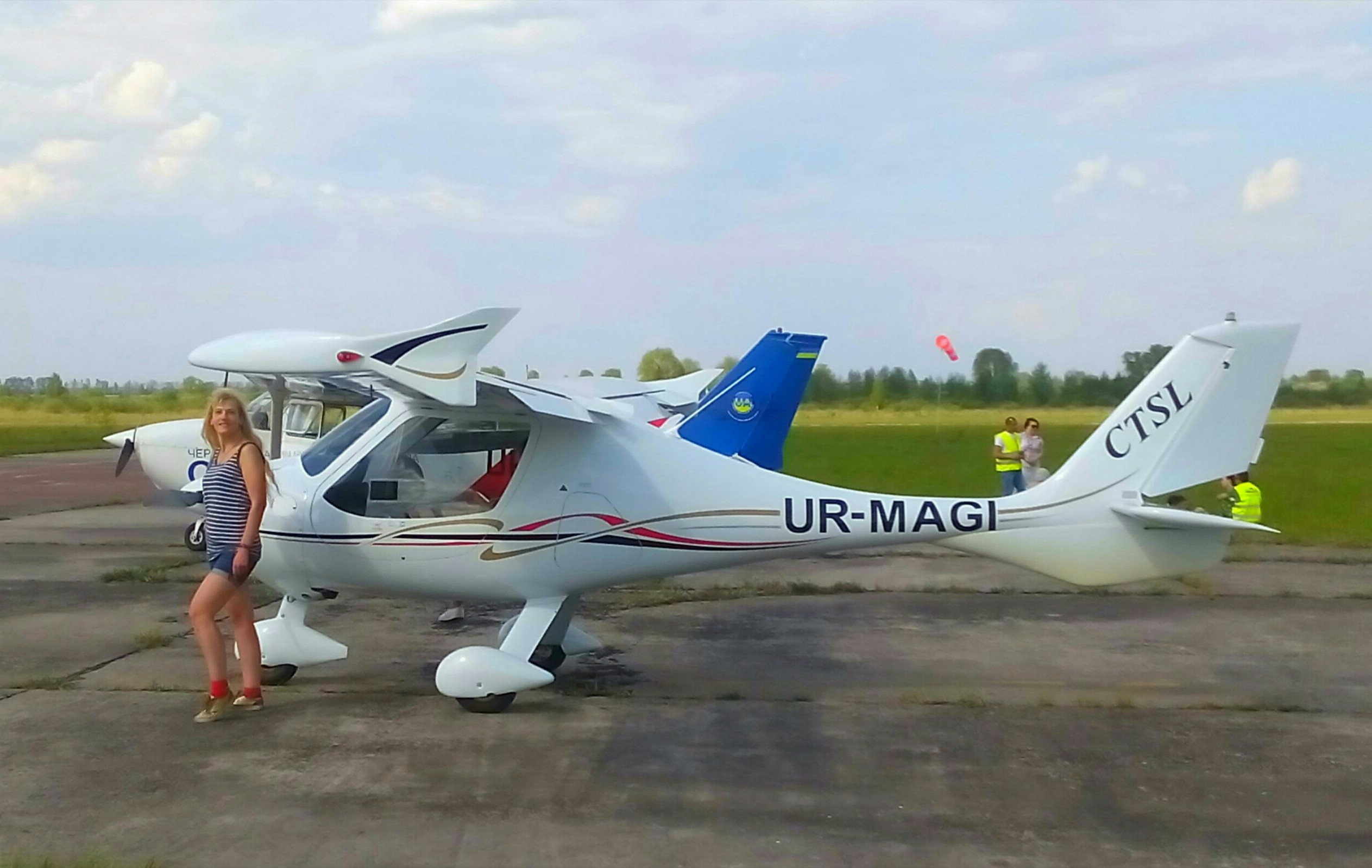
Літак CT Supraligh на аеродромі у Півцях
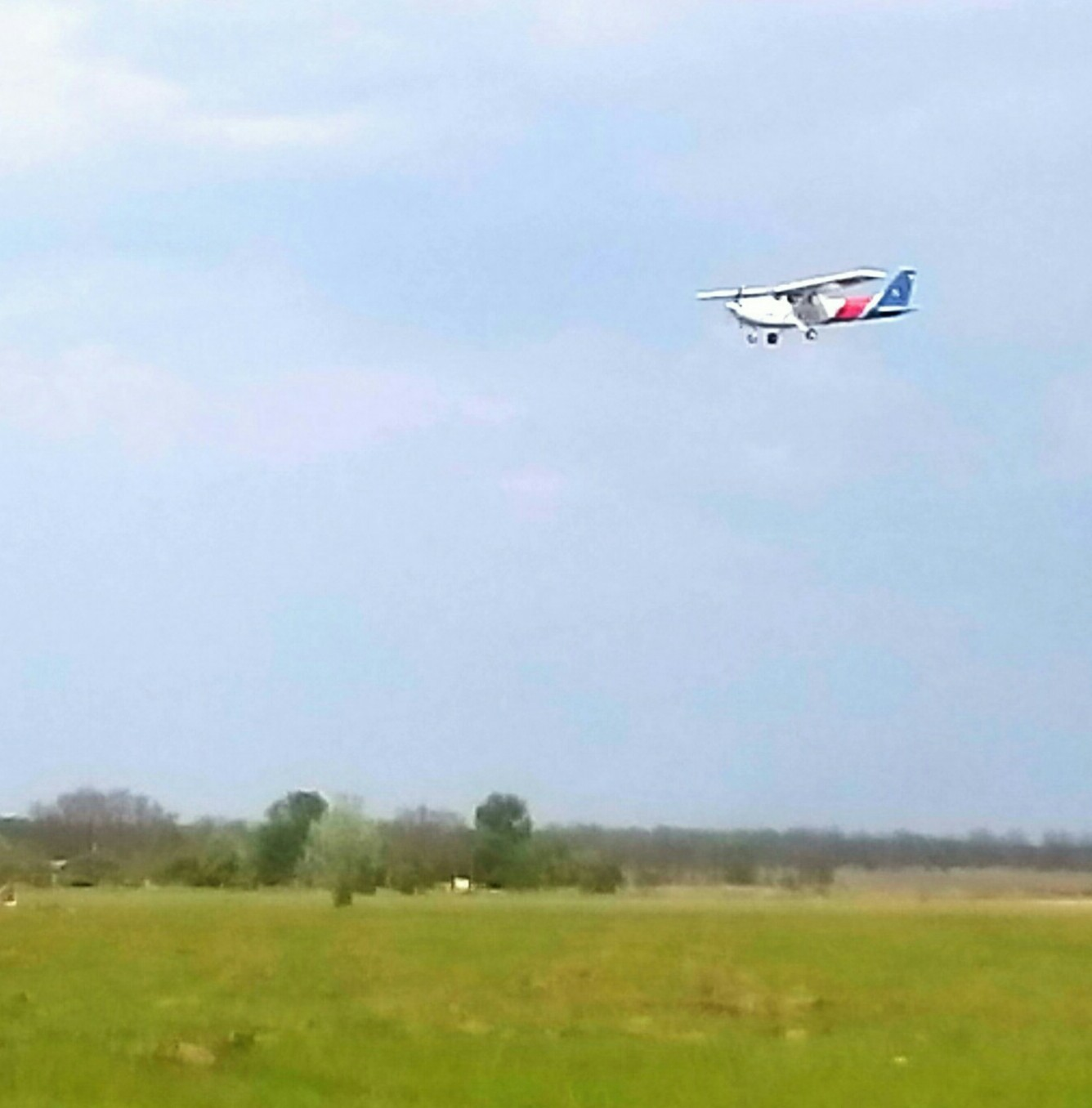
Літак заходить на посадку (Chernihiv AviaFest 2017)